# Sara Gallego
Sara Gallego (* 11. Oktober 2000 in Barcelona) ist eine spanische Hürdenläuferin, die sich auf die 400-Meter-Distanz spezialisiert hat.

## Sportliche Laufbahn
Erste internationale Erfolge erzielte Sara Gallego bei den 2016 erstmals ausgetragenen Jugendeuropameisterschaften in Tiflis, bei denen sie in 58,73 s die Bronzemedaille gewann. 2018 belegte sie bei den U20-Weltmeisterschaften in Tampere in 57,11 s Rang vier und qualifizierte sich damit für die Europameisterschaften in Berlin, bei denen sie mit 57,25 s im Halbfinale ausschied. 2019 gewann sie bei den U20-Europameisterschaften im schwedischen Borås in 57,44 s die Bronzemedaille. Bei den World Athletics Relays 2021 im polnischen Chorzów verpasste sie mit 3:34,92 min den Finaleinzug mit der spanischen 4-mal-400-Meter-Staffel. Im Juli gewann sie bei den U23-Europameisterschaften in Tallinn die Silbermedaille hinter der Slowakin Emma Zapletalová und stellte mit 55,20 s einen neuen spanischen Landesrekord auf. Zudem belegte sie in der 4-mal-400-Meter-Staffel in 3:33,54 min den siebten Platz. 2022 schied sie bei den Hallenweltmeisterschaften in Belgrad mit 53,13 s in der Vorrunde im 400-Meter-Lauf aus und verpasste mit der Staffel mit 3:34,92 min den Finaleinzug. Im Mai gewann sie bei den Ibero-Amerikanischen Meisterschaften in La Nucia in 55,56 s die Silbermedaille über 400 m Hürden hinter der Kolumbianerin Melissa González und mit der Staffel siegte sie in 3:31,72 min. Im Juni siegte in 55,02 s beim Meeting Madrid und anschließend schied sie bei den Weltmeisterschaften in Eugene mit 54,49 s im Halbfinale über die Hürden aus und verpasste mit der Mixed-Staffel mit 3:16,14 min den Finaleinzug. Daraufhin belegte sie bei den Europameisterschaften in München in 54,97 s den vierten Platz und wurde mit der Frauenstaffel in 3:29,70 min Achte.
In den Jahren 2017 und 2018 sowie von 2020 bis 2022 wurde Gallego spanische Meisterin im 400-Meter-Hürdenlauf.

## Persönliche Bestleistungen
- 400 Meter: 52,85 s, 5. Juni 2022 in Tarragona
  - 400 Meter (Halle): 52,82 s, 27. Februar 2022 in Ourense
- 300 m Hürden: 40,18 s, 22. September 2020 in Barcelona (spanische Bestleistung)
- 400 m Hürden: 54,34 s, 25. Juni 2022 in Nerja (spanischer Rekord)